# UNAMET

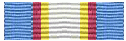
Mostrina della missione ONU UNAMET

UNAMET è l'acronimo di United Nations Mission in East Timor, una missione compiuta da osservatori internazionali inviati dalle Nazioni Unite a Timor Est per controllare la regolare esecuzione delle operazioni elettorali relative al referendum del 30 agosto 1999, con il quale la popolazione est-timorese fu chiamata ad esprimersi pro o contro l'indipendenza dall'Indonesia, le cui truppe, nell'autunno del 1975 avevano occupato Timor Est facendone la loro 27ª provincia, non appena il partito FRETILIN aveva proclamato l'indipendenza di Timor Est dal Portogallo, del quale il Paese era stato colonia per secoli. La missione era stata decisa con la Risoluzione n. 1246 del Consiglio di sicurezza delle Nazioni Unite. L'attuazione delle operazioni per la consultazione elettorale ebbe inizio l'11 giugno 1999, dopo l'accordo con Indonesia e Portogallo sulle modalità esecutive della medesima. La presenza della missione venne poi prorogata il 3 agosto 1999 anno con la Risoluzione n. 1257 e terminò il 25 ottobre, circa due mesi dopo il referendum. La popolazione di Timor Est con il referendum si espresse chiaramente a favore dell'indipendenza di Timor Est dall'Indonesia. Ciò provocò la violenta reazione della Milizia pro-Indonesia, sostenuta dall'esercito occupante, che diede origine alla crisi di Timor Est del 1999, una serie di insostenibili violenze contro la popolazione civile che produssero massacri e distruzioni. A causa di ciò agli osservatori di UNAMET subentrò un nutrito corpo internazionale militare organizzato dalle Nazioni Unite per riportare la pace e ripristinare l'ordine pubblico a Timor Est detto INTERFET.

## Antefatti
Nove giorni dopo che Timor Est aveva proclamato l'indipendenza dalla potenza coloniale portoghese, il 28 novembre 1975, e la nascita della Repubblica Democratica di Timor Est, le truppe indonesiane attraversarono il confine che divideva la ormai ex colonia portoghese dall'indonesiana Timor Ovest e la occuparono, annettendola come 27ª provincia indonesiana. Il braccio armato del FRETILIN, il partito di maggioranza della neonata Repubblica, il FALINTIL, diede corso a numerose azioni di guerriglia contro gli occupanti, che portarono nel giro di alcuni anni al decesso di circa un quarto della popolazione di Timor Est. Nella repressione l'Indonesia utilizzava anche una Milizia formata da civili in armi e sostenuta dal suo esercito.
La fine in Indonesia della dittatura del generale Suharto e le crescenti pressioni della comunità internazionale, crearono le premesse per trattative che portassero ad una soluzione pacifica del conflitto. Infine le autorità indonesiane e il Consiglio Nazionale della Resistenza Timorese (CNRT) concordarono sull'organizzazione di un referendum, tramite il quale la popolazione di Timor Est potesse esprimersi sulla volontà di fare del territorio uno stato indipendente o rimanere una provincia indonesiana.

## Mandato
La missione UNAMET ebbe il compito di sorvegliare affinché il referendum si svolgesse secondo le regole della democrazia, cioè che tutti gli aventi diritto potessero esprimere liberamente e nel segreto dell'urna la loro opinione sui quesiti posti.
In particolare doveva essere stabilito con questa consultazione se gli abitanti di Timor Est accettavano il quadro generale della Costituzione proposta che prevedeva una particolare autonomia del Paese ma all'interno dello stato indonesiano, o se preferivano una totale indipendenza di Timor Est quale stato sovrano. Responsabile della sicurezza e del libero svolgimento delle operazioni di voto era la polizia indonesiana.
Per questo vennero inviati 280 poliziotti civili, ci quali dovevano far da consulenti alla polizia indonesiana con l'esperienza degl'incarichi di questo tipo già da loro svolti.  Inoltre sarebbero state sorvegliate le schede e le urne durante il trasporto nei vari seggi. In più furono inviati, nel quadro della missione, 50 funzionari di collegamento, che avrebbero dovuto mantenere contatti con le Forze armate indonesiane, per consentire al Segretario Generale delle Nazioni Unite di esimersi dalla responsabilità esecutiva in merito agli accordi generali e quelli di sicurezza. Come mandatario personale del Segretario Generale venne incaricato il pakistano Jamsheed Marker.
Quando l'8 settembre vennero uccisi quattro collaboratori locali dell'UNAMET, le Nazioni Unite disposero il ritiro della missione. Con il consenso dell'Indonesia il 15 settembre venne deciso l'invio a Timor Est di una forza militare internazionale, l'INTERFET.